# Ixonanthes
Ixonanthes é um género botânico pertencente à família Ixonanthaceae.

## Espécies
Constituido por vinte espécies:
| - Ixonanthes beccarii - Ixonanthes chinensis - Ixonanthes cochinchinensis - Ixonanthes crassifolia - Ixonanthes cuneata - Ixonanthes dodecandra - Ixonanthes grandiflora | - Ixonanthes grandifolia - Ixonanthes hancei - Ixonanthes icosandra - Ixonanthes khasiana - Ixonanthes longipedunculata - Ixonanthes lucida - Ixonanthes multiflora | - Ixonanthes obovata - Ixonanthes papuana - Ixonanthes parvifolia - Ixonanthes petiolaris - Ixonanthes philippinensis - Ixonanthes reticulata |